# Innesto gengivale
L'innesto gengivale è una procedura di chirurgia orale che consente di aumentare o creare ex novo uno spessore adeguato di gengiva cheratinizzata (masticatoria) attorno a denti o impianti allo scopo di correggere recessioni (retrazioni) gengivali o stabilizzare il margine gengivale per esigenze estetiche o funzionali.

## Procedura
L'intervento viene effettuato in anestesia locale e consiste nel prelevare da un'area della bocca (generalmente il palato) una striscia di gengiva per poi trapiantarla in un'altra parte della bocca.

## Tecniche
Esistono varie tecniche (innesto gengivale libero, innesto gengivale peduncolato, innesto gengivale connettivale subepiteliale).
La scelta della tecnica viene effettuata sulla base di valutazioni specifiche del caso da parte del medico.

## Follow-up
L'intervento consente di ottenere buoni risultati nella stragrande maggioranza dei casi, non è particolarmente invasivo per il paziente.